# Девід Мамфорд
Девід Брайант Мамфорд (англ. David Bryant Mumford; нар. 11 червня 1937, Ворт, Західний Суссекс, Велика Британія) — американський математик, лауреат Філдсівської премії (1974), а також премії Вольфа з математики (2008).
Народився в сім'ї англійця та американки. Навчався в Гарвардському університеті, де був учнем О. Зарицького і захистив дисертацію на тему Existence of the Moduli Scheme for Curves of Any Genus («Існування схеми модулів для кривих будь-якого роду»).
Основні роботи Мамфорда у галузі алгебраїчної геометрії, в якій він, продовжуючи традиції гарвардської школи, що йде ще від Зарицького, став одним з тих, хто скориставшись ідеями Гротендіка, зберіг старі традиції. У його роботах поєднуються як традиційна геометрична інтуїція, так і новітня алгебраїчна техніка, наприклад, побудова многовидів Пікара та багатьох просторів модулів, як давно відомих квазіпроективних многовидів. Велике значення мають його роботи з «патологій» в алгебраїчній геометрії, класифікації гладких проективних поверхонь, з теорії інваріантів і з класичної, але осучасненої теорії тета-функцій.
Мамфорд також працює в області штучного інтелекту.

## Нагороди та визнання
- 1962: премія Фонда Альфреда Слоуна
- 1964: член Американської академії мистецтв і наук
- 1974: Медаль Філдса
- 1975: Член Національної академії наук США
- 1978: Почесний член Інституту фундаментальних досліджень Тата
- 1982: Меморіальна лекція Соломона Лефшеца
- 1983: Почесний D. Sc Університету Ворика
- 1987: Стипендія Мак-Артура
- 1991: Іноземний член Національної академії деї Лінчеї
- 1992: Пленарний доповідач Європейського математичного конгресу в Парижі
- 1995: Почесний член Лондонського математичного товариства
- 1997: член Американського філософського товариства
- 2000: почесний D. Sc Норвезького університету природничих та технічних наук[9]
- 2001: почесний D. Sc Рокфеллерського університету
- 2002: Пленарний доповідач Міжнародного конгресу математиків у Пекині
- 2003: Гібсовська лекція
- 2003: Ейлеровська лекція
- 2006: Longuet-Higgins Prize
- 2006: Премія Шао
- 2007: Премія Стіла
- 2008: Іноземний член Лондонського королівського товариства
- 2008: Премія Вольфа
- 2009: Національна наукова медаль США
- 2009: Longuet-Higgins Prize
- 2010: Іноземний член Норвезького університету природничих та технічних наук.[10]
- 2012: почесний доктор Браунського університету[11]
- 2012: BBVA Foundation Frontiers of Knowledge Awards
- 2012: член Американського математичного товариства[12]
- 2012: Honoris Causa Центрального університету Гайдарабада[en]

## Доробок
- Lectures on Curves on Algebraic Surfaces (with George Bergman), Princeton University Press, 1964.
- Geometric Invariant Theory, Springer-Verlag, 1965 – 2nd edition, with J. Fogarty, 1982; 3rd enlarged edition, with F. Kirwan and J. Fogarty, 1994.
- Mumford, David (1999) [1967], The red book of varieties and schemes, Lecture Notes in Mathematics, т. 1358 (вид. expanded, Includes Michigan Lectures (1974) on Curves and their Jacobians), Berlin, New York: Springer-Verlag, doi:10.1007/b62130, ISBN 978-3-540-63293-1, MR 1748380
- Abelian Varieties, Oxford University Press, 1st edition 1970; 2nd edition 1974.
- Six Appendices to Algebraic Surfaces by Oscar Zariski – 2nd edition, Springer-Verlag, 1971.
- Toroidal Embeddings I (with G. Kempf, F. Knudsen and B. Saint-Donat), Lecture Notes in Mathematics #339, Springer-Verlag 1973.
- Curves and their Jacobians , University of Michigan Press, 1975.
- Smooth Compactification of Locally Symmetric Varieties (with A. Ash, M. Rapoport and Y. Tai, Math. Sci. Press, 1975)
- Algebraic Geometry I: Complex Projective Varieties , Springer-Verlag New York, 1975.
- Tata Lectures on Theta (with C. Musili, M. Nori, P. Norman, E. Previato and M. Stillman), Birkhäuser-Boston, Part I 1982, Part II 1983, Part III 1991.
- Filtering, Segmentation and Depth (with M. Nitzberg and T. Shiota), Lecture Notes in Computer Science #662, 1993.
- Two and Three Dimensional Pattern of the Face (with P. Giblin, G. Gordon, P. Hallinan and A. Yuille), AKPeters, 1999.
- Mumford, David; Series, Caroline; Wright, David (2002), Indra's Pearls: The Vision of Felix Klein, Cambridge University Press, doi:10.1017/CBO9781107050051.024, ISBN 978-0-521-35253-6, MR 1913879, архів оригіналу за 21 листопада 2020, процитовано 9 серпня 2019 Indra's Pearls: The Vision of Felix Klein
- Selected Papers on the Classification of Varieties and Moduli Spaces, Springer-Verlag, 2004.
- Mumford, David (2010), Selected papers, Volume II. On algebraic geometry, including correspondence with Grothendieck, New York: Springer, ISBN 978-0-387-72491-1, MR 2741810
- Mumford, David; Desolneux, Agnès (2010), Pattern Theory: The Stochastic Analysis of Real-World Signals, A K Peters/CRC Press, ISBN 978-1568815794, MR 2723182
- Mumford, David; Oda, Tadao (2015), Algebraic geometry. II., Texts and Readings in Mathematics, т. 73, New Delhi: Hindustan Book Agency, ISBN 978-93-80250-80-9, MR 3443857, архів оригіналу за 9 серпня 2019, процитовано 9 серпня 2019